# Făcăeni
Făcăeni é uma comuna romena localizada no distrito de Ialomiţa, na região de Muntênia. A comuna possui uma área de 238.32 km² e sua população era de 5.739 habitantes segundo o censo de 2007.